# Leopold Neumer
Leopold Neumer (8 de fevereiro de 1919 - 19 de março de 1990) foi um futebolista austríaco que competiu na Copa do Mundo FIFA de 1938 pela Alemanha, que meses antes havia anexado a Áustria.